# Shanghai Dragons (hockey sur glace)
Pour l’article homonyme, voir Shanghai Dragons.
Les Shanghai Dragons sont un club chinois de hockey sur glace basé à Shanghai qui évolue dans la Ligue continentale de hockey (KHL) depuis la saison 2016-2017.

## Histoire
Le 25 juin 2016, la KHL a confirmé la venue d'un club chinois, du nom du HC Red Star Kunlun (sinogramme simplifié : 昆仑鸿星 ; sinogramme traditionnel : 崑崙鴻星 ; pinyin : Kūnlún Hóngxīng ; russe : Куньлу́нь Ред Стар), en tant qu'équipe d'expansion lors de la saison 2016-2017.
Pour sa saison inaugurale, l'équipe se qualifie pour les séries éliminatoires. Mais depuis, ils n'ont jamais réussi à y parvenir à nouveau et figure chaque année dans le bas du classement de la conférence ouest de la KHL.
Le 7 août 2025, le club quitte Pékin pour Shanghai et se fait renommer Shanghai Dragons.

Logo en 2016.
Logo de 2016 à 2025.
Logo depuis 2025.

## Saisons en KHL
| Saison    | PJ | V  | VP | VTB | D  | DP | DTB | BP  | BC  | Pts | Classement | Séries éliminatoires                             |
| --------- | -- | -- | -- | --- | -- | -- | --- | --- | --- | --- | ---------- | ------------------------------------------------ |
| 2016-2017 | 60 | 24 | 2  | 2   | 29 | 0  | 3   | 139 | 144 | 83  | 18e/29     | Metallourg Magnitogorsk 1-4 (huitième de finale) |
| 2017-2018 | 56 | 15 | 3  | 1   | 29 | 3  | 5   | 103 | 146 | 61  | 23e/27     | Non qualifié                                     |
| 2018-2019 | 62 | 19 | 0  | 1   | 31 | 6  | 5   | 142 | 190 | 51  | 20e/25     | Non qualifié                                     |
| 2019-2020 | 62 | 20 | 3  | 3   | 28 | 3  | 5   | 139 | 158 | 60  | 18e/24     | Non qualifié                                     |
| 2020-2021 | 60 | 11 | 1  | 1   | 39 | 6  | 2   | 139 | 213 | 34  | 22e/23     | Non qualifié                                     |
| 2021-2022 | 48 | 7  | 1  | 1   | 32 | 5  | 2   | 101 | 198 | 25  | 24e/24     | Non qualifié                                     |
| 2022-2023 | 68 | 15 | 3  | 3   | 40 | 3  | 4   | 152 | 226 | 49  | 21e/22     | Non qualifié                                     |
| 2023-2024 | 68 | 15 | 6  | 4   | 37 | 4  | 2   | 159 | 222 | 56  | 19e/23     | Non qualifié                                     |
| 2024-2025 | 68 | 19 | 5  | 4   | 34 | 5  | 1   | 171 | 235 | 62  | 18e/23     | Non qualifié                                     |

## Joueurs
| No    | Nom             | Nat. | Position  | Arrivée                      |
| ----- | --------------- | ---- | --------- | ---------------------------- |
| +033, | Pengfei Han     |      | Gardien   | 2021                         |
| +001, | Paris O'Brien   |      | Gardien   | 2021 KRS-BSU Pékin           |
| +045, | Jeremy Smith    |      | Gardien   | 2019 Islanders de Bridgeport |
| +007, | Jake Chelios    |      | Défenseur | 2019 Red Wings de Détroit    |
| +006, | Zimeng Chen     |      | Défenseur | 2018 Tsen Tou Jilin          |
| +002, | Jason Fram      |      | Défenseur | 2020 KRS-BSU Pékin           |
| +060, | Denis Ossipov   |      | Défenseur | 2021 CSM Corona Brașov       |
| +077, | Ty Schultz      |      | Défenseur | 2020 KRS-BSU Pékin           |
| +005, | Ryan Sproul – A |      | Défenseur | 2018 Bears de Hershey        |
| +086, | Ruinan Yan      |      | Défenseur | 2020 KRS-BSU Pékin           |
| +093, | Zach Yuen       |      | Défenseur | 2017 KRS-BSU Pékin           |
| +022, | Parker Foo      |      | Attaquant | 2020 Dutchmen d'Union        |
| +017, | Jianing Guo     |      | Attaquant | 2021                         |
| +047, | Cory Kane       |      | Attaquant | 2017 HC Oceláři Třinec       |
| +020, | Luke Lockhart   |      | Attaquant | 2017 Thunderbirds de l'UCB   |
| +013, | Alex Riche      |      | Attaquant | 2019 Tigers de Princeton     |
| +098, | Ying Rudi       |      | Attaquant | 2021                         |
| +061, | Ethan Werek     |      | Attaquant | 2017 HC Oceláři Třinec       |
| +091, | Tyler Wong      |      | Attaquant | 2019 Wolves de Chicago       |
| +029, | Xudong Xiang    |      | Attaquant | 2021                         |
| +088, | Juncheng Yan    |      | Attaquant | 2021 Grizzlies de Victoria   |
| +018, | Brandon Yip – C |      | Attaquant | 2021 Jukurit Mikkeli         |
| +094, | Cheng Zhang     |      | Attaquant | 2021                         |
| +056, | Zesen Zhang     |      | Attaquant | 2021                         |

## Équipe réserve
Le HC Kunlun Red Star exploite aussi une équipe réserve, « Kunlun Red Star Heilongjiang », qui évolue dans la Ligue majeure de hockey (VHL). Cette équipe se situe à Harbin dans la province de Heilongjiang en Chine.